# Райнхард III фон Ханау
Райнхард III фон Ханау (на немски: Reinhard III von Hanau) е от 1451 г. граф на Графство Ханау.

## Биография
Роден е на 22 април 1412 година в Ханау. Той е син на граф Райнхард II (1369 – 1451) и съпругата му Катарина (1407 – 1459), дъщеря на граф Хайнрих II фон Насау-Байлщайн. Брат е на Филип (Стари) фон Ханау-Лихтенберг (1417 – 1480).
През 1434 г. той поема опекунството на децата (Филип Млади и Филип Стари) на сестра му вдовицата Катарина (1408 – 1460), която се омъжва през 1434 г. втори път за Вилхелм II фон Хенеберг-Шлойзинген.
Райнхард III наследява баща си през 1451 г. Графство Ханау и умира след десет месеца на 20 април 1452 година в Хайделберг, където отива да се лекува заради специалистите от Хайделбергския университет. Погребан е в църквата Св. Мария в Ханау. Оттогава девет генерации поред графовете умират рано.
През 1485/1490 г. синът му граф Филип I построява олтар за родителите си, който днес се намира в църквата Св. Николаус във Вьорт на Майн.

## Фамилия
Райнхард III фон Ханау се жени на 11 юли 1446 г. за Маргарета фон Пфалц-Мозбах (1432 – 1457) от род Вителсбахи, дъщеря на пфалцграф Ото I фон Пфалц-Мозбах и Йохана от Бавария-Ландсхут. Те имат две деца:
- Филип I (Млади) (1449 – 1500), граф на Ханау-Мюнценберг (1452 – 1500).
- Маргарета (1452 – 1467), сгодена 1459 г. за Филип фон Епщайн-Кьонигщайн, умира преди женитбата.